# Finest Hour (album)
Finest Hour è l'album di debutto del gruppo inglese Submotion Orchestra, pubblicato dalla Ranking Records nel 2011.

## Tracce
Compact disc
1. Angel Eyes – 6:30
2. Backchat – 7:08
3. Always – 4:25
4. Hymn For Him – 5:43
5. All Yours – 4:39
6. Pop N Lock – 4:57
7. Suffer Not – 6:15
8. Secrets – 5:26
9. Finest Hour – 7:37
10. Perfection – 6:51

Durata totale: 59:31

## Formazione
- Ruby Wood: voce
- Dom 'Ruckspin' Howard: produttore
- Tommy Evans: percussioni
- Taz Modi: tastiere
- Simon Beddoe: tromba
- Danny Templeman: percussioni
- Chris 'Fatty' Hargreaves: basso